# 国民主権
国民主権（こくみんしゅけん、英語: popular sovereignty）は、主権者は国民であるという思想であり、国民が政治権力の責任主体であり、政府は国民の負託により運営される機関であるとする思想。

## 国民主権とは
ここで言う「主権」とは、国政、即ち国の政治のあり方を最終的に決定することを意味する。これは権威的でも、権力的でもある。最高権威にして最終権力というのが通説である。
「国民主権」は、歴史的で多義的な概念であり、その時代、論者によって内容が異なる概念である。「主権在民」または「人民主権」ともいう。

### 国民主権と人民主権
「国民主権」は多義的な概念であり、一般には狭義の国民主権と人民主権の二つに分類できると言われる。
狭義の国民主権のいう「国民」とは歴史的な総国民のこととされ、フランス革命の時の「ナシオン(nation)主権」の概念を継承するものである。
狭義の国民主権は国民の主権を「代表」によって示し、代表の二つの存在が「議員」と「国王」となる。国民主権の下ではいくつもの政治形態が考えられ、国民主権と君主は対立するものではなく、国民主権の下でも君主制は維持できるとされる。
一方、人民主権の「人民」とは君主と対立する概念であり、フランス革命の時の「プープル（peuple)主権」の概念を継承するものである。人民主権においては直接民主制が要請されているが、技術的に困難なことを理由として議会を設けていると理解されている。人民主権論はフランス革命時において社会主義と結合し、社会主義の実現、維持のための手段として位置付けられた。
「人民主権ないし国民主権」は、17～18世紀にかけて、社会契約説の概念を背景に、ロック、ルソーによって発展させられた概念である。「人民」と「国民」は、peuple プープルとnation ナシオン（フランス語の表記。英語ではpeopleとnation）という対立的な概念として図式化されることもある
また「国民主権ないし人民主権」は、フランス、ドイツのほか、アメリカ合衆国、日本（日本国憲法は「国民主権」を永久不変の根本原理として明記している） 他、多くの国家の現行憲法で採用されている。ただし、その内容は必ずしも同一ではない。
ルソーの人民主権論、プープル主権論はフランス革命の時以来、社会主義と結合した理論となっており、今日では社会主義のための手段として位置づけられている。国政全般を人民管理の下に置くための理論が人民主権論であり、人民の意思を代弁する前衛党が国政を管理するとされる。具体的には前衛党やその幹部、独裁者、これらの意思の下に人民が置かれるというのが人民主権の帰結であるという。
これらの国に対し、英国では「国会主権」がとられているが政治的な主権は市民が有するとされている。
現在では憲法学や国家学においては国家における主権の存在を明確にする必要はないと言われている。主権という概念自体が16世紀にジャン・ボダンという学者が絶対主義を正当化するものとして発案したものであり、権力を制限する政治の立憲主義とは相容れないものとされるからだという。

## 歴史
「人民主権」の原型は、古代ギリシアの民主政（democracy）に求めることができる。democracyは、古典ギリシア語のデモス（demos、人民）とクラティア（kratia、権力・支配）をあわせたデモクラティア（democratia）が語源であり、直訳すれば「民権」ないし「民衆支配」である。中世的な身分社会を前提とした古典的な意味での民権論は、アーブロース宣言にまで遡ることができる。
他方、「主権」の概念の原型は、ローマ法の法学者ウルピアヌスの「元首は法に拘束されず」（princeps legibus solutus est）、「元首の意思は法律としての効力を有する」（Quod principi placuit、legis habet vigorem）に遡ることができるが、ジャン・ボーダンによって近代的な意味を与えられて確立された概念とされている。
ジャン・ボダンは16世紀フランスにおいてカトリックとプロテスタントの血で血を洗う宗教戦争において危機の政治理論として「主権」を提唱した。相争う二者が決して妥協しない時、中立的な第三者が争う二者を超える絶対的な権力によって強制的に抑え込むしかないということをいったものである（マルティン・クリーレ『平和・自由・正義ー国家入門』1989、お茶の水書房）。ボダンはこの中立的な第三者をフランス国王と想定し、誰からも制限されない絶対で最高の王権、すなわい「絶対王政」によって「平和」をもたらすとした。
主権概念と結びついた近代的な意味での「人民主権ないし国民主権」の概念は、17 - 18世紀にかけて、社会契約説の概念を背景に、ロック、ルソーによって発展させられた概念である。ロックとルソーの人民主権は相当に内容が異なり、ロック流の人民主権論は、アメリカ合衆国憲法に、ルソー流の人民主権論は、フランス革命に影響を与えたとされているが、当時は、民主政の概念とは区別され、必ずしも民主政と結びつく概念ではなく、逆に、君主政、貴族政とも結びつき得る概念であるとされていた。
1776年のバージニア憲法が人民主権を採用した初めての憲法とされ、他の州の憲法や、アメリカ合衆国憲法もこれを引き継いだ。
フランス革命の際、エマニュエル＝ジョゼフ・シエイエスは、プープル主権論（souveraineté du peuple）を採用しつつも直接民主制を肯定するルソーのプープル主権論を批判して、主権と国家の統治組織を創設する憲法制定権力（制憲権）を区別した上で、主権は人民のみが有し、制憲権を有するのは主権者のみであるが、制憲権によって創設された組織上の権力を行使する者は必ずしも人民ではないとして、代表民主制を直接民主制よりも優れた制度であるとした。1791年憲法は、シェイエスの理論に忠実に、代表制と制限選挙制を採用したが、主権はナシオンに属するとした。このようにナシオン主権論(souveraineté nationale)は歴史的には君主主権とプープル主権論の双方を否定するために、発展した概念であった。ナシオン主権論とプープル主権論の二者の図式的に対立させたのは、第三共和制下におけるレイモン・カレ・ド・マルベールであり、初めてナシオンとプープルの違いを意識的に区別して、プープル主権を体現したのが1793年憲法であるとした。ナシオン主権論によれば、主権者たる「国民」の意思は抽象的にしか存在しえず、これは自由委任に基づく代表者による討論の中で再現されるので、純粋代表制が要請される。また、制限選挙制と結び付くのは、抽象的な国民の意思を再現すべき自由委任に基づく代表者の選出には、一定の能力が必要とされると考えられるからである。プープル主権論によれば、主権者たる「人民」の意思は、現に存在する人々の具体的な意思であり、直接民主制によって具体的に表される。また、プープル主権は普通選挙制と密接に結びつくが、それは全国民からあまねく意思を吸い上げることで、具体的な国民の意思が表れると考えられるからである。
後進資本主義国であったドイツでは、1848年になって、主権者である人民が皇帝を選挙によって選ぶという人民主権に基づく自由主義的なフランクフルト憲法が制定されたが、選挙によって選ばれたフリードリヒ・ヴィルヘルム4世が皇帝になることを拒否し、1850年、自らが王権神授説・君主主権に基づく欽定憲法であるプロイセン憲法を制定した。その後、プロイセンは、1871年、他の君主制国と合して一つの連邦を作り、ビスマルク憲法を制定して君主主権をとっていたが、1919年制定されたワイマール憲法で「国民主権」がとられることになった。
同じく日本では、1874年から始まる自由民権運動が広がりを見せ主権在民が唱えられたことがあるが、明治十四年の政変によって、1889年、プロイセン憲法を参考にした明治憲法を制定し主権という記述は取り入れられなかった。その後、主権の所在問題を回避する民本主義や国家権力の源泉としての主権を国家に帰属させた天皇機関説が唱えられ、そのことを誤解或いは批判した天皇機関説事件が起きたが、1946年に公布された日本国憲法によって「国民主権」がとられることになった。

## アメリカの国民主権
アメリカ合衆国憲法自体には、国民主権という文言はない。しかし、州憲法に国民が権力の源泉である旨が記載されており、あるいは合衆国最高裁判所の判決によってしばしば言及されており、非明示的に認識されている。以下の記述は合衆国政府の解説による。

米国は民主主義の国家として分類されることが多いが、より正確に言えば、立憲連邦共和国と定義することができる。これはどのような意味だろうか。「立憲」とは、米国の政府が、国の最高法規である憲法に基づいていることを指す。憲法は、連邦政府と州政府の機構の枠組みを提供するだけでなく、政府の権限に大幅な制限を課している。「連邦」とは、中央の政府と50 州の政府から成ることを意味する。「共和国」は、主権は国民が持つが、選出された代表者がその権力を行使する政体である。
「国民自身以外に、社会の最高権力の安全な預託先を私は知らない」
－トマス・ジェファーソン、1820年

合衆国最高裁における初期の判決Chisholm v. Georgia, 事件においてジョン・ジェイ最高裁長官は、以下のように述べた。
国または国家の主権とは、統治する権利である。国民または国家の主権とは、一人の人または、住んでいる人たちである。欧州においては、主権は国王に与えられている。ここ（合衆国）では、人民(the people)に存する。欧州では、主権は実際に政府を運営させている。ここでは、決して単一の人またはものに存在しない。我々の州知事たちは、人民の代理人であるし、人民と州知事たちとの関係は、国王と摂政の関係に代わるものでしかない。
別の最高裁判例である、Yick Wo v. Hopkins,事件において、最高裁長官Matthewsは以下のように記述している。

我々が政府の機関の理論と性質や、よって立つことになっている原理を考えて、これらの発展の歴史を眺めるときに、私有的かつ恣意的な力の振る舞う余地を残すことを意味することはないと結論せざるを得ない。主権それ自体は、もちろんのことであるが、法に従わない。主権は法の著者であり、源である。しかしながら、われわれのシステムにおいては、権力としての主権(sovereign powers)は政府の官吏たちに与えられているが、主権それ自体(sovereign itself)は、人民に存する。そして、政府の存在意義は、主権それ自体にあるのであり、政府の行動は、主権それ自体によって立つものである。そして法は、権力を定義して制限する。実際には、権力が最終決定の権限である何者かの手を通して行使されることは正しいのである。そして、単に多くの行政の場合においては、責任は、純然たる政治的なものであり、（中略）、参政権の手段や、世論の圧力によってその責任は問われるだけである。しかしながら、個人が保有しているとみなされる、基本的な生命、自由、幸福追求の権利には、憲法的な法の格言によって保護されている。そして、この憲法格言は、人間に正当かつ平等な法の統治の下における市民的恵みを保障するための争いにおける勝利的な進歩の記念碑なのである。
これらの判決では、主権を意味する単語"sovereignty, sovereign"が、現在の解釈と異なることなく用いられている。

## 日本における国民主権

### 概略
日本の憲法学では伝統的なドイツ国法学の影響から、戦後は樋口陽一によるフランス革命期以降の憲法論の影響から日本国憲法を解釈しようとしてきた。
日本の憲法学は日本国憲法典の文言と齟齬をきたしているにも関わらず、ドイツ・フランス思想の考え方を前提にして、国民主権にこだわり、アメリカ憲法思想の考え方を排斥してきたと指摘されている。
明治憲法はプロシア憲法をモデルとしながらも天皇の権限を制限し、議会の権限を重視するものであった。明治憲法は柔軟な運用が可能なようにとの配慮から簡潔な条文によって構成されていた。しかしそれはその条文だけが論理を駆使して解釈されるものとなった。
穂積八束は西洋出自の「主権」概念を明治憲法に適用し、明治憲法下の天皇を絶対君主と同様のものと解釈した。しかし、このような解釈は立憲主義の意義を君権の制限に求める伊藤博文の見解とは大きく異なるものであり、彼らの学説は大きな社会的影響力は持たなかったが、昭和10年（1935）に天皇機関説事件、国体明徴運動が起こると、明治憲法の立憲主義の精神は次第に葬り去られてしまい、戦時体制の昭和13年（1938）の国家総動員法、昭和15年（1940）の大政翼賛会により立憲政治は終焉し、軍部が権力を掌握した。その後の「近衛新体制」により明治憲法の精神はまったく無視されたまま敗戦を迎えるが、明治憲法は戦後、戦争責任を負わされることとなった。
明治憲法下でその基本原理を天皇主権と捉えていたのは穂積八束と上杉慎吉の二人ぐらいで学界では少数派の傍流であり、主流は美濃部達吉の国家法人説であった。にもかかわらず戦後になると明治憲法の基本原理は天皇主権であり、それが多数説であったかのように捉えられ天皇絶対主義だったという理解がされるようになったことは講座派のイデオロギーが影響していたと言われている。

戦後の日本では、日本国憲法前文と日本国憲法第1条において国民主権を定めている。日本の学説においては平和主義、基本的人権の尊重とともに三大原則の一つとされている。この憲法における国民主権は、個人主義と人権思想の原理に立脚する、とされている。
国民主権の概念は狭義の国民主権と人民主権の二つに分類され、議会を肯定する概念は狭義の国民主権であり、日本国憲法前文の冒頭にも代表民主主義、議会制民主主義を表明しているにもかかわらず、戦後の日本の憲法学者は日本国憲法の国民主権を人民主権であると理解してきた。
宮沢俊義は日本国憲法の国民主権を人民主権と捉え、明治憲法の天皇主権（宮沢はこれを「神勅主義」と呼ぶ）から日本国憲法の人民主権に移行したと説明する。「国民主権」は君主制と両立するものであるが、「人民主権」と捉えると天皇制は異質な存在となり、これを廃止できるという主張が出てくることになった。
国民主権の下では、主権は国民に由来し、国民は選挙を通じて代表機関である議会、もしくは国民投票などを通じて主権を行使する。その責任もまた国民に帰趨する。
歴史的にはかつて「必ずしも君主主権と相反するものではない」などともされていたが、日本国憲法下の学説では君主主権を否定する原理であるとするものが多い。
日本国憲法は、当初、「ここに国民の総意が至高なものであることを宣言し」とのみしていたが、GHQからの要求で議会審議中に「ここに主権が国民に存することを宣言し」と修正して、国民主権が明記されるに至った。ただし、国民主権が不変の根本原理であることはこの修正以前から考えられていたことであり、日本国憲法を審議した衆議院本会議では原夫次郎の質問に対し、国務大臣の金森徳次郎は「主權と云ふ言葉を、國家の意思が現實に何處から由來して來るか、詰り國家意思の現實的源泉と云ふ風に考へまするならば、疑ひもなくそれは日本に於きましては、天皇を含めたる國民全體にありと御答へするのが正しいと存じます」と答えている。
GHQの要求を受けて国民主権を明記するに至ったさいも、北委員は「人民ヲ避ケテ、天皇ヲ含ンダ国民全体ニ主権ガ存スル、之ヲハツキリ此処デ述ベタ方ガ宜カラウ」と言っている。この議事録は1995年まで公開されていなかったが、公開されて以降、国民主権の根本原理をさらに強化・充実させる形の修正だったことが明らかになった。そのため、国民主権の原理は当然、日本国憲法の基本原理の中でも最も重要となるものであり、憲法改正によっても変更することができないことは確定している。
一方、国民主権が権力であるか、権威であるかについては議論の分かれるところであり、最高権威にして最終権力というのが現在の通説的立場である。国民主権の原理に基づいて天皇は象徴とされ、「公務員を選定し及びこれを罷免することは国民固有の権利である」と明言された。この「固有の」は、「もともと持っている」と「そのものだけにある（特有）」の両方を意味するとされるが、外国人参政権を認める立場からは「もともと持っている」の方だけにあるとされる。
どちらにしても、日本国憲法の定める国民主権は国民が生まれながらにして持っており、憲法改正によっても変更できない根本原理というのは疑いのない事実であるといえよう。国民主権の原理に基づいて憲法改正についても国民投票を要するとされ、憲法制定権力が国民にあることが確認された。平成19年には国民投票法も制定され、従来の国民主権の原理に反する憲法改正議論を脱して、国民主権の原理に基づく憲法改正の手続きが定められた。しかし、最低投票率が書かれないなど課題もある。
また、国民主権の原理に基づいて情報公開法も制定された。しかし、秘密と公開の基準が曖昧で、為政者によっては公開すべき情報を秘密にしたり、逆に国民の利益の観点から秘匿すべき情報を公開したりできるなど課題もある。リンカンは「国民の、国民による、国民のための政治」（「国民の」は「国民による」と重複するため「国民に対する」と訳される場合もある。）を訴えた。この中で国民主権の原理に基づく政治で一番重要となるのはもちろん「国民のための政治」である。
国民主権の原理・原則のもとにおいては、政治家は国民のために尽くさなければならない。国民主権の下での愛国心とは政府に対する忠誠心ではなく、国民全体に忠誠を誓うことであり、この意味の愛国心は政治家に欠かせない。

しかし、一般に憲法学や国家学においては国家における主権の存在を明確にする必要はないと今日では言われいている。主権という概念自体が16世紀にジャン・ボダンという学者が絶対主義を正当化するものとして発案したものであり、権力を制限する政治の立憲主義とは相容れないものとされるからだという。

### 伝統的見解
日本国憲法の制定後、まもなく生じた尾高・宮沢論争を経て、国民主権とは、全国民が国家権力を究極的に根拠づけ正当化する権威を有すること（正当性の契機）に尽きるとの宮沢説が伝統的見解となった。この見解は、国民主権を君主主権ないし天皇主権を否定する概念とする一方で、正当性の契機における「国民」は、国家権力を正当化し権威付ける根拠であるから、有権者に限定されず、抽象的な全国民を意味するとする。そして、その権威は国民に由来するが、権力は代表民主制に基づき、「国権の最高機関」である国会が行使すると解した上で、憲法上、要請される代表制は、選挙民の意思に拘束されない自由委任を前提とした「政治学的代表」を意味するとする。

### プープル主権論の復権
以上のような伝統的な見解に対しては、現状、隠蔽的機能ないし体制イデオロギー的機能を有しており、科学的認識に基づき克服されるべきものと批判して、フランスの学説を参考に、「国民」を「現に存在する人の集団（能動的市民からなる有権者団）」と考えるプープル（peuple。英語で言うpeople）主権論を主張する見解が現われた。
杉原泰雄は、プープル主権論によれば、伝統的な見解は、「国民」を「過去から未来までを通じて存在する、抽象的な人間の集団」と考え、純粋代表制、制限選挙制と密接に結びつくナシオン（nation）主権と同視してよく、普通選挙制を採用する日本国憲法に合致しない非民主的な主張と批判されることになる。もっとも、日本国憲法は、明確に代表制を採用しており、プープル主権によっても、直接民主制を採ることはできないので、実在する民意との合致の要請を含む半代表制を要請するものとする。
杉原は、エスマン流の半代表制をとりつつ、それを更にルソー流に徹底させて、法律で命令的委任、国会議員のリコール制等の直接民主的制度を定めることも憲法上許容されるとする。
このように、プープル主権論によれば、主権は、単なる法的政治的な理念ではなく、国民に国家の意思力そのものが帰属している状態が確保されるように憲法組織が構成されるべきという原理を含んだものと解されるのである。

### 展開
また、樋口陽一は、事実と規範の問題を峻別した上で、科学的な事実認識に立つのであれば、日本国憲法が採用するのはプープル主権であり、普通選挙制度はその要請であるとする点については、杉原に賛成しつつも、規範の問題としてはプープル主権の名の下に、命令的委任等の直接民主制的制度の導入を合憲とするのに反対する。プープルの有する制憲権は、一度発動した以上は制度の中に永久凍結されてしまい、過去から未来までを通じて存在する、抽象的な人間の集団である国民が主権を有するという建前に変化したとみて、伝統的見解と結論を同じくする。
他方で、代表制については、単なる政治学的代表であるという伝統的見解のイデオロギー性を批判して、半代表制であると解しつつも、なお自由委任の有する重要性は減じていないとしてマルベール流の半代表制をとる。樋口によれば、杉原流のプープル主権論は、かえってその時々の政治権力の行使を正当化する反憲法・人権侵害的なイデオロギー的機能を有することになる。
さらに芦部信喜は、そもそも上記のような特殊フランス的な議論の建て方をする必要はないとする一方で、国民主権は正当性の契機に尽きるとの伝統的見解を前提としつつも、プープル主権論の問題提起を受け止めて理論的に再構築した。それが国民主権は、正当性の契機につきるものではなく、国家の最終的な意思決定を行う権力を行使する権力的契機の二つを含むという見解であり、これはボン基本法におけるドイツの通説と基本的立場を同じくする。
この見解は、権力的契機の面における「国民」は有権者団を意味するものと解した上で、権力的契機は国家の最終的な意思決定権力の行使であるから、具体的には国家の最高規範の定立、すなわち、憲法制定権力の行使として表れるが、制憲権の行使を自由に認めることは憲法秩序の不安定化を招くため、制憲権の行使たる憲法制定時に、制憲権自身がその権力を、制度化された制憲権としての憲法改正権として憲法中に封じ込めたと解し、日本国憲法の代表制は、単なる政治学的代表ではなく、国会の意思と実在する民意との事実上の合致の要請を含む「社会学的代表」であるとする。
樋口流のプープル主権論に一定の理解を示して半代表と極めて類似した概念をとりつつも、命令委任等の法的拘束力を有する直接民主制的制度の導入は憲法上禁止されていると解する。

### 代表制及び国民投票制度との関係
日本国憲法については43条に規定があり、明文上は自由委任を原則として代表制をとり、例外的に、憲法改正の国民投票（96条）、最高裁判所裁判官の国民審査（79条）などについて、国民投票制度を採用しているが、これら明文に定める以外に国民投票制度を法律で制定することができるかについては解釈上で争いがある。
「国会は唯一の立法機関である」（41条）とされていることから、投票の結果に国会が拘束されるという国民投票制度は違憲であるという点にはほぼ異論はないが、その結果を国会が参照にするだけの諮問的な国民投票制度は憲法に反しないかが問題とされる。
ナシオン主権論によれば、自由委任・代表制に反することから、このような制度を制定することは、憲法に反するとされるが、プープル主権論によれば、許容されるのみならず、半代表制の要請であると解釈されている。

### その他の見解
国際政治学者の篠田英朗は日本国憲法前文には「そもそも国政は国民の厳粛な信託によるものであって、その権威は国民に由来しその権力は国民の代表者がこれを行使し、その福利は国民がこれを享受する。これは人類普遍の原理であり、この憲法は、かかる原理に基づくものである」とあり芦部信喜『憲法』ではこの文章をもって国民主権を表明しているものだとするが、日本の憲法学では主権を伝統的なドイツ国法学の影響で理解しており、戦後は樋口陽一によるフランス革命期以降の憲法論の影響から憲法を解釈してきた。このようなドイツ・フランス流の国民主権論はジャン・ジャック・ルソー流の社会契約説であるが、日本国憲法における該当文章の「信託」に見られる国民主権とはジョン・ロックやトーマス・ジェファーソンらに代表される英米流の社会契約説であり、日本の憲法学通説はそもそもの解釈姿勢からして間違っていると指摘する。

## イギリスの議会主権
イギリスは立憲君主国であり、主権は「議会における国王または女王」（King/Queen in Parlament）にあるとされ「議会主権ないし国会主権」（Parliamentary Sovereignty）と呼ばれている。これは法学者アルバート・ヴェン・ダイシーの著作（『憲法序説』1885年）にちなみダイシー伝統と呼ばれる。ダイシーはイギリスの政治体系は「議会における国王主権」「法の支配」「憲法習律」にあるとし、国王は尊厳を代表し、実際の作用は貴族院･庶民院両院が行う。行政権は下院に融合されているが、最高裁は上院に属している。君主は法の擁護者であるが、それゆえ「法の支配」に従う。ただし、欧州人権裁判所による強制力を有する欧州人権条約に加盟しているため、EUを脱退しない限りにおいては、この条約に定められている人権は、議会主権に優越している。つまり、この条約を国内法に組み込むために制定されたHuman Rights Act 1998との不適合性Declaration of incompatibilityの判定を連合王国最高裁判所を含む司法機関の判定によって判断できることにより、アメリカでいう付随審査的な違憲審査権を実装している。
このように、イギリスは、「人民主権ないし国民主権」をとるものではないが、「憲法習律」を介して「政治的主権」は市民にあるとされることがある。「憲法習律」は、裁判規範ではないが、単なる政治慣例や慣行とは異なり、政治家にゆだねられた行動規範であり、君主と政治家を拘束する。憲法習律違反があったときは、市民は下院議員の選挙を通じて政治的な実権を行使するのである。

## 文献情報
- 宮沢俊義著・芦部信喜補訂『全訂日本国憲法』日本評論社
- 樋口陽一『比較憲法』（第3版）、青林書院、1992年
- 芦部信喜著・高橋和之補訂『憲法』（第4版）岩波書店
- 元山健、「議会主権論の検討 : その意味と限界」『早稲田法学会誌』 1975年 25巻 p.309-343, hdl:2065/6322, 早稲田大学法学会
- 『イギリス議会主権-その法的思考-』坂東行和（敬文堂） 2000/5 ISBN 978-4767000800
- 小松浩、〔「マニフェスト」・「マンデイト」論考 (PDF) 〕『神戸学院法学』 2004年4月 34巻 1号 p.125-141, 神戸学院大学
- 渡辺良二、「「国民主権」論の検討(1)」『彦根論叢』 1975年 第175・176号 p.113-131, hdl:10441/2550, 滋賀大学経済学会
- 森村進、「「大地の用益権は生きている人々に属する」 : 財産権と世代間正義についてのジェファーソンの見解」『一橋法学』 2006年 5巻 3号 p.715-762, doi:10.15057/13610, 一橋大学大学院法学研究科
- 八木秀次『日本国憲法とは何か』PHP研究所〈PHP新書〉、2003年5月2日。
- 八木秀次『明治憲法の思想』PHP研究所〈PHP新書〉、2002年4月30日。
- 篠田英郎『憲法学の病』新潮社〈新潮新書〉、2019年7月20日。